# Air America
Pour les articles homonymes, voir CAT.
« Anything, Anywhere, Anytime - Professionally »
« N'importe quoi, n'importe où, n'importe quand, professionnellement »
Air America, anciennement Civil Air Transport ou CAT, était une compagnie aérienne américaine de transport de passagers et de fret secrètement détenue et exploitée par le gouvernement des États-Unis de 1950 à 1976. Elle était utilisée comme société écran pour les opérations de la CIA (Central Intelligence Agency) en Indochine. La CIA n'avait pas assez de ressources humaines pour gérer la societé, et le Conseil de sécurité nationale US en a confié la gestion courante à diverses entités gouvernementales, comprenant l'US Air Force, l'US Army, l'Agence des États-Unis pour le développement international et même la France pendant un bref moment. 
Air America fut secrètement utilisée pour mener des opérations militaires, dans des zones où les forces armées américaines ne pouvaient pas se rendre en raison des restrictions imposées par les traités contenues dans les Accords de Genève de 1954 et 1962, sous couvert d'être un transporteur aérien civil.
Le nom Air America fut ressuscité au milieu des années 1980 et utilisé par une compagnie de transport aérien régulier basée à Los Angeles qui exploitait des avions de ligne Lockheed L-1011 TriStar avec des vols desservant Baltimore (BWI), Detroit (DTW), Honolulu (HNL), Londres (LGW) et Los Angeles (LAX). Cette version d’Air America, auparavant exploitée sous le nom de Total Air.

## Origines

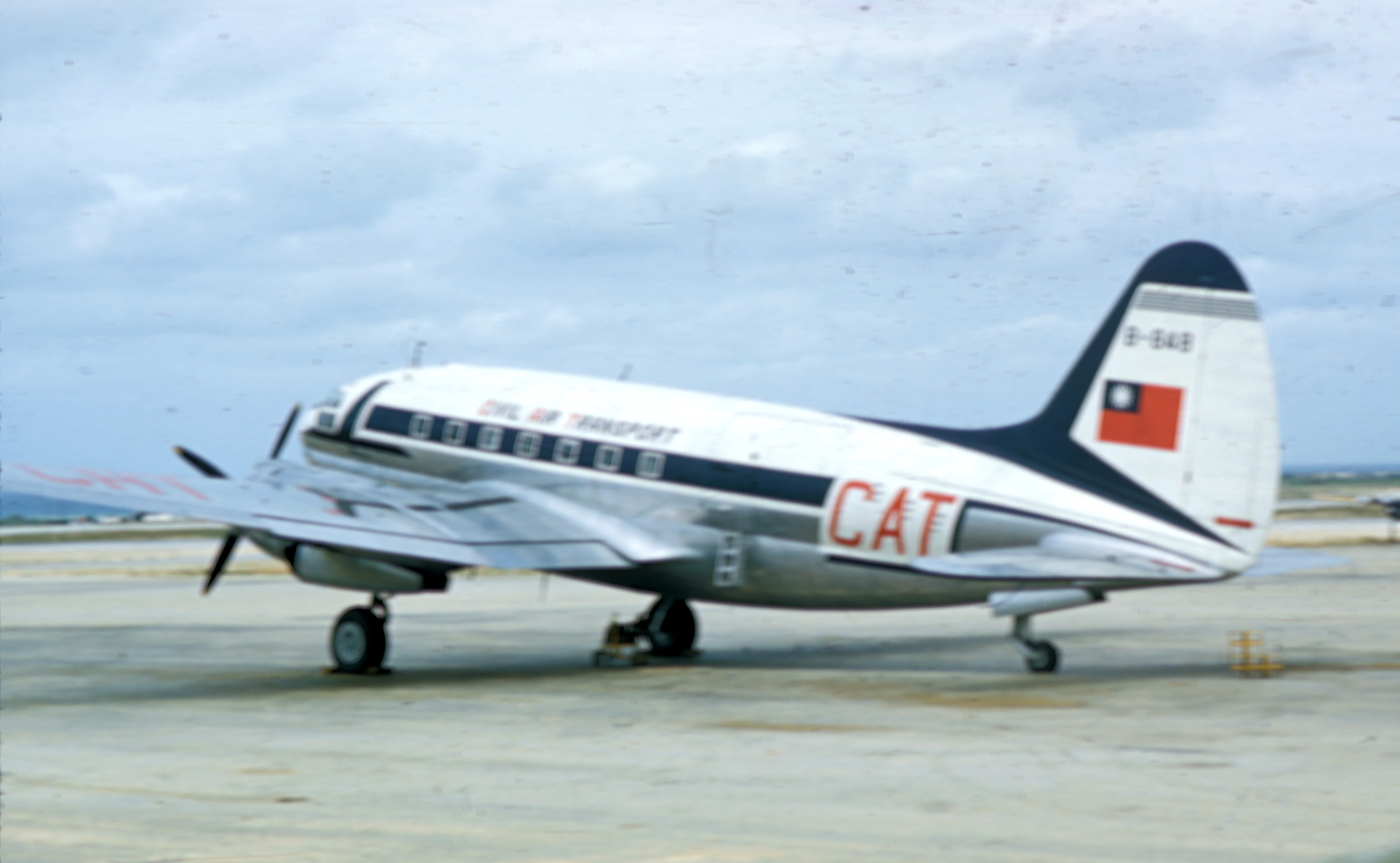
C-46 du Civil Air Transport en Indochine.

Lorsque Mao Zedong commença à menacer les forces du Kuomintang, après la fin de la seconde guerre sino-japonaise, le général américain Claire Lee Chennault, créateur des Tigres volants, retourna en Chine pour y fonder en 1946, avec Whiting Willauer, le Civil Air Transport, une compagnie aérienne d'apparence commerciale. Les pilotes du CAT avaient pour mission d'assurer la logistique de l'armée de Chine nationaliste soutenue par les États-Unis et accessoirement de ravitailler les communautés prises dans la tourmente de la guerre civile chinoise. Après la victoire du Parti communiste chinois en 1949, le CAT suivit son employeur, le général Tchang Kaï-chek, et l'armée nationaliste en fuite, à Taïwan. Il devint un acteur important du transport aérien en Asie du Sud Est.
En août 1950, la CIA, sous la direction du Conseil de sécurité nationale, créa une société du Delaware, nommée Airdale. Airdale forma une filiale : CAT Inc, qui racheta 40% des actifs de Civil Air Transport. Soixante pour cent des parts restèrent détenues par des investisseurs chinois. CAT Inc créa également Asiatic Aeronautical Company Ltd, une société de la république de Chine. En 1957, Airdale prit le nom de Pacific Corporation. Avec la poussée des communistes en Indochine française au milieu des années 1950, les États-Unis décidèrent de s'engager plus massivement en Asie du Sud Est et la CIA chercha une compagnie aérienne susceptible d’effectuer discrètement des transports pour son propre compte. Chennault, qui avait alors des difficultés financières offrit ses services, peu avant sa mort en 1958. D'abord filiale, le nom de « Air America » remplaça définitivement celui de « CAT » après avoir réglé les objections d'Air France en 1959. Le Civil Air Transport continua d'exister tout au long du mandat d'Air America de 1950 à 1976 et fut pendant plusieurs années la compagnie nationale de la république nationaliste de Chine. Elle perdra toutefois ce statut après un accident lors de l'atterrissage de l'un de ses avions. China Airlines prendra sa place et Civil Air Transport deviendra ensuite une compagnie de billetterie principalement utilisée pour les voyages interentreprises. 

## La compagnie
Le slogan d'Air America était « N'importe quoi, n'importe où, n'importe quand, professionnellement ». Les avions employés par la compagnie ont acheminé de nombreux types de fret vers des pays tels que la république du Vietnam, le royaume du Laos et le Cambodge. Ils opéraient à partir de bases situées dans ces pays, en Thaïlande et même depuis Taiwan et le Japon. Il y eut également des missions top secrètes organisées en Birmanie ainsi qu'en république populaire de Chine.
Le siège d’Air America déménagea à plusieurs adresses au cours de son existence, notamment au 808 17th St NW (1964), au 801 World Center Bldg (fin 1964), au 815 Connecticut Ave NW (juillet 1968) et au 1725 K Street NW (1972), toutes situés à Washington D.C. La principale base de maintenance continentale se trouvait à Pinal Airpark, à Marana, en Arizona.

### Boun Oum Airways
Boun Oum Airways, ou BOA, était une compagnie aérienne laotienne appartenant au Prince Boun Oum. Après 1965, BOA utilisa des appareils prêtés par Continental Air Services, Inc. (en) (CASI). Les avions de la BOA ne portaient ni logo ni titre et leurs pilotes thaïlandais furent intégrés à la CASI début 1967.
La CIA a créé la Boun Oum Airways (en) en 1964 en utilisant les ressources d’Air America et de BirdAir (en), une autre société écran. BOA appartenait apparemment au prince Boun Oum du Laos et avait été créée dans l'intention de mener des missions au Laos avec des équipages Thaï (par opposition aux équipages américains d'Air America) prétendument pour leur déni plausible[Quoi ?]. BOA était basée à Savannakhet, au Laos. En raison de son taux de perte élevé d’aéronefs, BOA fut entièrement intégrée à la CASI au milieu de 1967 et cessa officiellement d’exister.

## Opérations durant la Guerre du Vietnam
Au début des années 1960, aucune force militaire américaine n’étant autorisée à opérer depuis le Laos, la CIA utilisa des pilotes d'Air America pour transporter et ravitailler les troupes irrégulières anticommunistes laotiennes ainsi que les Special Forces en missions clandestines (dites «Black Ops» ou «Covert Ops») et effectuer des missions de sauvetage en territoire "neutre"[pas clair]. De 1959 à 1962, la compagnie aérienne fournit un soutien direct et indirect aux forces spéciales américaines "Ambidextrous", "Hotfoot" et "White Star", qui entraînaient les forces armées royales régulières laotiennes.
En 1966, dans le cadre du Project 404 (en), les États-Unis fourniront clandestinement de nombreux formateurs pour les techniciens des Forces Aériennes Royales du Laos, ainsi que des observateurs aériens avancés (Raven Forward Air Controllers) pour guider les opérations aériennes tactiques.

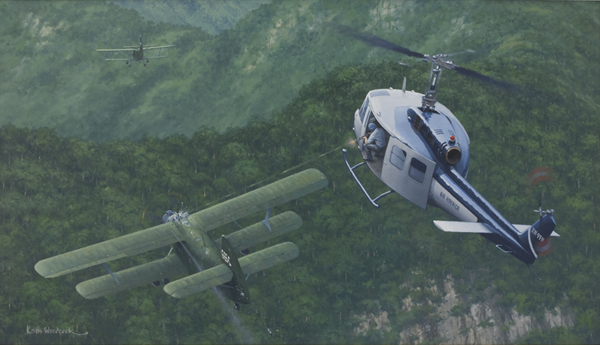
Peinture du combat aérien entre l'hélicoptère d'Air America et les An-2 nord-vietnamiens en 1968.

De 1962 à 1975, Air America a inséré et extrait du personnel américain, fourni un soutien logistique à l'armée royale lao, à l'armée Hmong sous le commandement du général major de l'armée royale lao, Vang Pao, et aux forces combattantes thaïlandaises volontaires, au transport de réfugiés et à des missions de reconnaissance photographique qui fournissaient des renseignements sur les activités du FNL. Des engins portant des marques civiles étaient fréquemment utilisés, sous le contrôle de la Seventh/Thirteenth Air Force, permettant de lancer des missions de recherche et de sauvetage pour les pilotes américains abattus dans toute l’Asie du Sud-Est. Les pilotes d’Air America étaient les seuls employés privés américains connus à exploiter des avions militaires non certifiés par la Federal Aviation Administration dans le cadre de missions de combat. C'est durant cette période, le 12 janvier 1968, que deux employés d'Air America, Ted Moore et Glenn Woods, qui étaient aux commandes d'un hélicoptère UH-1D de la société, remportèrent la première victoire aérienne d'un hélicoptère contre un avion : celle-ci fut remportée quand deux Antonov An-2 de la Force aérienne populaire vietnamienne, alors en mission de bombardement sur une station radar américaine, furent abattus au-dessus du Laos par Woods à l'aide d'un fusil d'assaut AK-47. Une équipe de terrain de la CIA qui parviendra jusqu'aux épaves confirmera ces deux victoires. La base américaine tombera quelque temps après lors de la bataille de Lima Site 85.
Au milieu des années 1970, la compagnie aérienne comptait deux douzaines d'avions de transport bimoteurs, une autre douzaine d'avions à décollage et atterrissage courts et 30 hélicoptères dédiés aux opérations en Birmanie, au Cambodge, en Thaïlande et au Laos. On comptait plus de 300 pilotes, copilotes, mécaniciens de vol et spécialistes du fret aérien qui étaient basés dans ces pays. En 1970, Air America a livré 21 000 tonnes de nourriture au Laos et le temps de vol des hélicoptères a même atteint plus de 4 000 heures par mois.

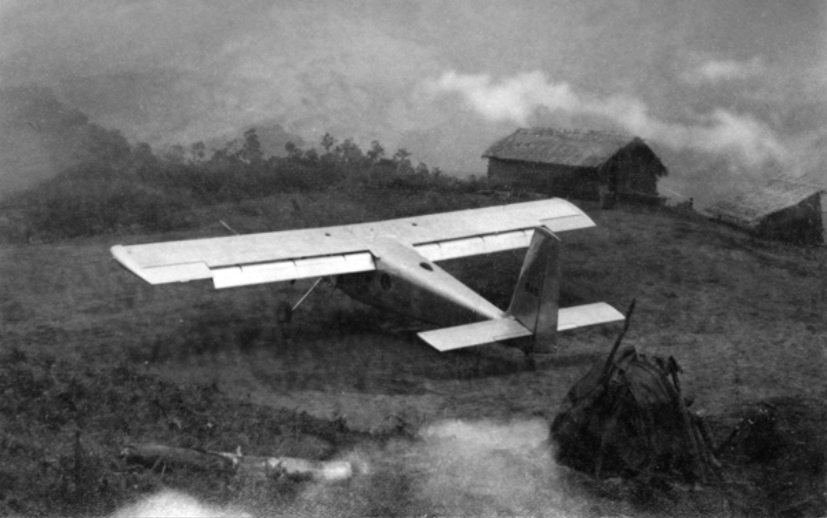
Un ADAC Helio U-10D d'Air America au Laos en 1970.

Air America transporta des civils, des diplomates, des espions, des réfugiés, des commandos, des équipes de sabotage, des médecins, des blessés de guerre, des agents de la DEA et même des personnalités de marque comme Richard Nixon, et ce dans toute l'Asie du Sud-Est. Une partie des opérations de soutien de la CIA au Laos, par exemple, impliquait un soutien logistique aux tribus locales combattant les forces nord-vietnamiennes et le Pathet Lao.  Des politiques d'urbanisation forcées, comme l'application généralisée de l'Agent Orange sur les terres vietnamiennes, ayant perturbé la production alimentaire locale, des milliers de tonnes de denrées alimentaires ont donc été acheminées par avion, notamment des poulets vivants, des porcs, des buffles d'eau et des bovins. En plus des largages de nourriture (appelés « rice drops »), les exigences logistiques pour la guerre elle-même furent prises en compte, et les pilotes d’Air America effectuèrent des milliers de vols de transport et de largages de munitions et d'armes afin de ravitailler les alliés des États-Unis.
Lorsque l'armée nord-vietnamienne envahit le sud du Vietnam en 1975, des hélicoptères d'Air America participèrent à l'opération Frequent Wind, évacuant à la fois des civils américains et des ressortissants sud-vietnamiens associés au régime de Saigon. La célèbre photo illustrant la dernière évacuation du photographe néerlandais, Hubert van Es, était un hélicoptère d'Air America évacuant des personnes dans un immeuble du 22 Gia Long St, utilisé par les employés de l'USAID et de la CIA.

### Trafic de drogue
Les avions d’Air America transportaient de la drogue pendant la guerre secrète de la CIA au Laos, bien qu’il y ait un débat sur la question de savoir si Air America et la CIA étaient activement impliqués ou permettaient simplement à d’autres tiers de transporter de la drogue. Au cours de cette guerre, la CIA a utilisé la population Meo (Hmong) pour combattre les rebelles du Pathet Lao. À cause de la guerre ces derniers, les Hmong dépendaient de la culture du pavot qui était leur revenu principal. La Plaine des Jarres avait été capturée par les rebelles en 1964, ce qui empêchait l’armée de l’air laotienne de débarquer leurs C-47 dans la plaine pour effectuer le transport de l’opium. L’aviation laotienne n’avait pratiquement aucun avion léger pouvant atterrir sur les pistes en terre battue près des champs de pavot situés près des montagnes. N'ayant aucun moyen de transporter leur opium, les Hmong étaient confrontés à une situation économique des plus compromettantes. Air America était la seule compagnie aérienne disponible dans le nord du Laos. "Selon plusieurs sources non prouvées, Air America aurait commencé à expédier de l'opium depuis des villages de montagne situés au nord et à l'est de la plaine des Jarres jusqu'au siège du général Vang Pao à Long Tieng."
Air America aurait profité du transport de l'opium et de l'héroïne pour le compte du dirigeant hmong Vang Pao, ou "fermé les yeux" sur l'armée laotienne qui elle en aurait profité. Cette allégation a été appuyée par Anthony Poshepny (alias Tony Poe), ancien paramilitaire de la CIA au Laos, d'anciens pilotes d'Air America et d'autres personnes impliquées dans la guerre. C'est ce qui est décrit dans le film Air America. Cependant, l'historien William M. Leary de l'Université de Géorgie, écrivant pour le compte d'Air America, affirme que les employés de la compagnie aérienne n'étaient pas activement impliqués et que la compagnie aérienne ne tirait aucun bénéfice du transport de drogues. Curtis Peebles nie l'allégation, citant comme preuve l'étude de M. Leary, aujourd'hui décédé.
L'historien Alfred W. McCoy a déclaré que :
« Dans la plupart des cas, le rôle de la CIA impliquait diverses formes de complicité, de tolérance ou d'ignorance au sujet du commerce, et non une culpabilité directe dans le trafic proprement dit... [La] CIA ne s'est pas occupée de l'héroïne, mais elle a fourni à ses alliés barons de la drogue des moyens de transports, des armes et la protection politique. »

## Après la guerre
Après s'être retiré du Sud-Vietnam en 1975, il y eut une tentative de maintenir la présence d'une entreprise en Thaïlande. Air America fut ensuite dissoute le 30 juin 1976. Air Asia, la société qui détenait tous les actifs d’Air America, a ensuite été rachetée par Evergreen International Airlines. Toutes les recettes, soit entre 20 et 25 millions de dollars, ont été reversées au Trésor américain. Les employés ont été congédiés sans cérémonie, sans éloge ni avantages, même pour ceux qui souffraient d'une invalidité de longue durée ou qui furent tués au combat.
De rares compensations furent versées par les assurances, notamment pour des causes d'accidents du travail, dont peu de gens avaient connaissance. Ces avantages et autres compensations ne furent pas accordées facilement. En vertu de la loi fédérale ("Federal Longshoremen's Act"), de nombreux pilotes handicapés ont finalement été indemnisés après de longues batailles contre les bureaucrates de la CIA qui ont nié leur lien avec la compagnie aérienne pendant des années. Beaucoup sont morts de leurs blessures avant de pouvoir être indemnisés de manière adéquate. Les rapports d'accidents auraient été falsifiés, rédigés et cloués au mur par des responsables de la CIA qui ont continué de nier tout lien avec les événements décrits dans ces documents.

## Air Asia
Air Asia était une filiale détenue à 100 % d'Air America qui fournissait des services techniques, de gestion et d'équipement au Civil Air Transport de Formosa. La compagnie avait son siège à Taipei et ses principales installations étaient à Tainan, à Taiwan. Il est maintenant situé dans l'aéroport de Tainan. Il s'agit de la seule compagnie de la Pacific Corporation à avoir survécu, mais elle appartient actuellement à la Taiwan Aerospace Corporation et n'a plus aucun lien avec la CIA.

## Flotte
Au cours de son existence, Air America a exploité une flotte diversifiée d’aéronefs, dont la plupart étaient capables d'effectuer des décollages et atterrissages courts (ADAC, ou STOL en Anglais). Il y avait une certaine "fluidité" des avions entre certaines compagnies comme Air America, Boun Oum Airways, Continental Air Services Inc et la l'US Air Force. Il n'était pas rare que des unités de l'US Air Force et de l'aviation de l'armée américaine prêtent des avions à Air America pour des missions spécifiques. Air America avait tendance à immatriculer ses avions à Taiwan. Ils ont opéré au Laos sans le préfixe de nationalité B. Les avions militaires américains étaient souvent utilisés avec les "trois derniers" chiffres du numéro de série militaire comme marquage civil. Les deux premiers transports d'Air America sont arrivés à Vientiane (Laos) le 23 août 1959. Les activités d'Air America à Udon Thani (Thaïlande) ont été fermées le 30 juin 1974. L'autorité d'exploitation d'Air America fut annulée par l'ACR le 31 janvier 1974.
Avions

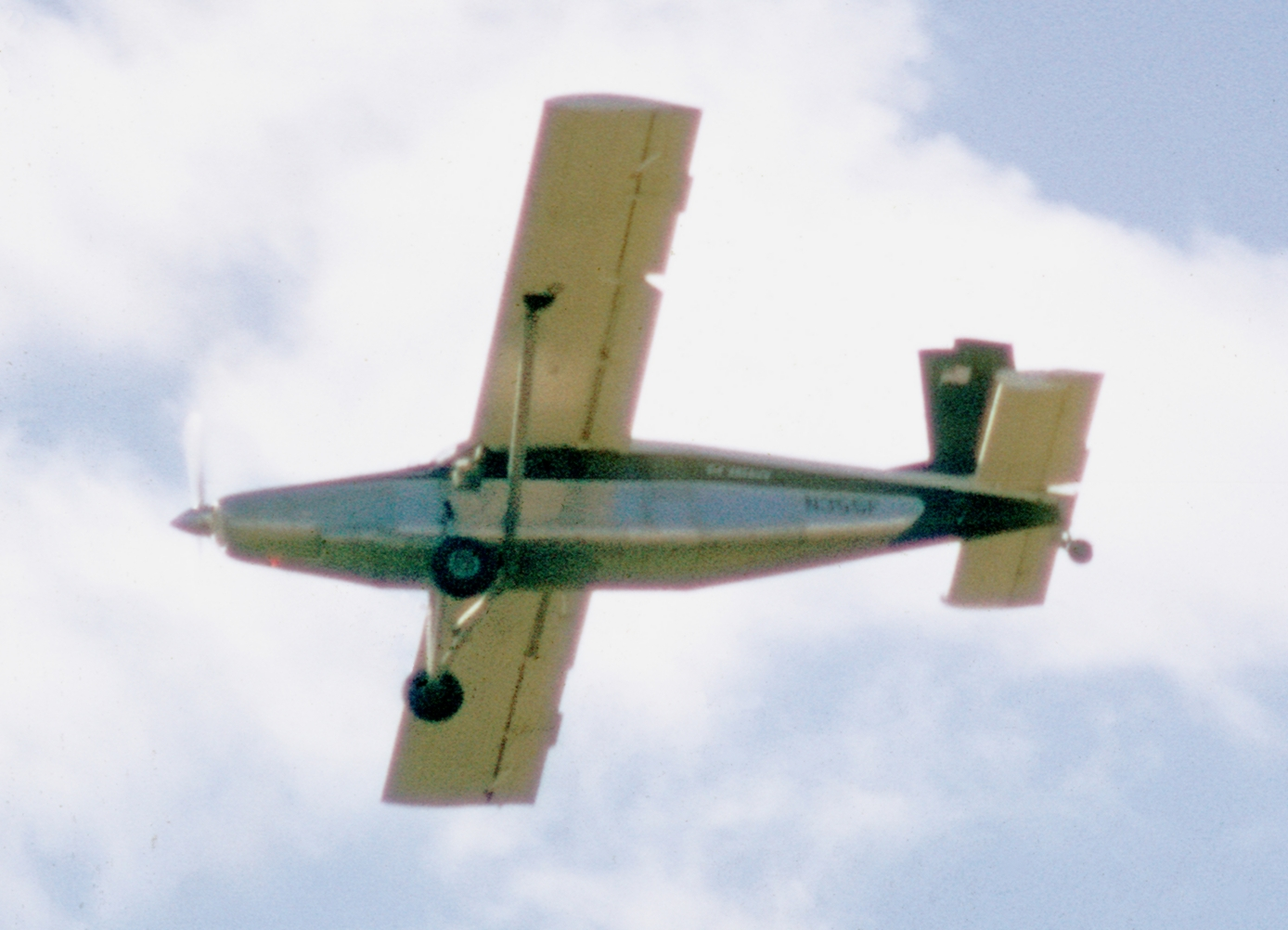
Un Pilatus PC-6 Porter d'Air America (N355F) en Asie du Sud-Est. Cet avion sera abandonné le 29 avril 1975 lors de la chute de Saïgon.

- Beechcraft 18 (ancienne désignation militaire C-45 Expediter) et Volpar Beech 18

- Beechcraft Baron
- Boeing 727-92C
- Consolidated PBY-5A Catalina
- Curtiss C-46
- de Havilland DH.89A Dragon Rapide
- de Havilland Canada DHC-2 Beaver
- de Havilland Canada DHC-4 Caribou
- de Havilland Canada DHC-6 Twin Otter 300
- Dornier Do28 Skyservant
- Douglas B-26 Invader
- Douglas C-47
- Douglas DC-4
- Douglas DC-6A/B
- Fairchild C-119 Flying Boxcar
- Fairchild C-123B And K Provider
- Helio Courier (en) et Super Courier
- Helio Twin Courier (en)
- Lockheed L.1049H Constellation
- Lockheed C-130A/E Hercules
- Pilatus PC-6 Porter et Turbo-Porter  et version Fairchild Hiller

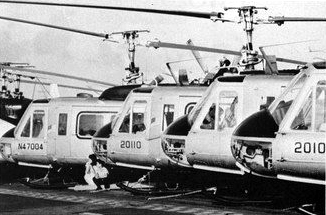
Hélicoptères Bell 205 d'Air America évacués à bord du porte-avions USS Hancock (CVA-19) mai 1975.

- Piper Apache

Hélicoptères
- Bell 47
- Bell 204B
- Bell 205
- Bell UH-1 Iroquois
- Boeing-Vertol CH-47C Chinook
- Hughes 500D
- Hughes OH-6A Cayuse
- Sikorsky S-55/H-19
- Sikorsky S-58T
- Sikorsky CH-54 Skycrane
- Sikorsky H-34

## Dans les médias
- Air America est un film américain avec Mel Gibson et Robert Downey Jr. réalisé par Roger Spottiswoode en 1990.
- Air America est une série télévisée américaine créée par Philip De Guere Jr, diffusée en 1998 et 1999.
- Il semble que la Civil Air Transport et Air America aient inspirés la compagnie Black Hawk Line, présente dans les bandes-dessinées du même nom parues entre 1990 et 1994[3].
- Une série de bande-dessinées nommée Air America est prévue chez Zéphyr Éditions. Le premier des deux tomes paraîtra début février 2019.